# Arraxide de Marrocos
Arraxide ou Mulei Arraxide ibne Xarife (em árabe: الرشيد بن علي الشريف; Sijilmassa, c. 1631 – Marraquexe, 9 de abril de 1672) foi sultão de Marrocos da reinando entre 1666 e 1672. É considerado o verdadeiro fundador da dinastia alauita,
que até ainda hoje reina em Marrocos e, devido ao facto de ter submetido maior parte das tribos e dos senhores locais, constamente em conflito uns com os outros, conseguiu dar forma à entidade política e teritorial que se tornou o que é atualmente Marrocos.
Era filho de Mulei Ali Xarife (também conhecido como Maomé II de Marrocos), proclamado emir do Tafilete em 1631. Arraxide sucedeu  ao seu irmão Maomé ibne Xarife como emir do Tafilete em 1664. Após ter estabelecer temporariamente a sua capital em Taza, em 1666 conquistou Fez ao caide Abdallah al Doraidi. Este último tinha-se proclamado sultão de Fez em 1662, na sequência duma revolta por ele liderada contra Muhammad al-Hajj ad-Dila'i [en], o líder da poderosa Zauia de Dila, que em 1659 se tinha proclamado sucessor do último sultão saadiano (Amade Alabás; m. 1659) e tinha estabelecido a sua capital em Fez.[carece de fontes?]
Após ter tomado Fez, Arraxide proclamou-se então sultão de Marrocos em 1666, e em seguida prosseguiu com a conquista do resto de Marrocos, começando pelo norte (cuja parte oriental já estava parcialmente na sua posse), a sede da Zauia de Dila, que arrasou), as zonas costeiras marroquinas, que estavam sob o domínio de líderes religiosos locais, Marraquexe e finalmente o Suz e as montanhas do Antiatlas.